# Nepalesisk (sprog)
Nepalesisk er et indoeuropæisk sprog som tales i Nepal, Indien og Bhutan. Det er officielt sprog i Nepal og nogle regioner i Indien
Nepalesisk skrives normalt med devanagari-alfabetet. Det er nært beslægtet med Hindi, men mere konservativt med færre lån fra persisk og engelsk, og med større arv fra sanskrit.